# 臺中州廳

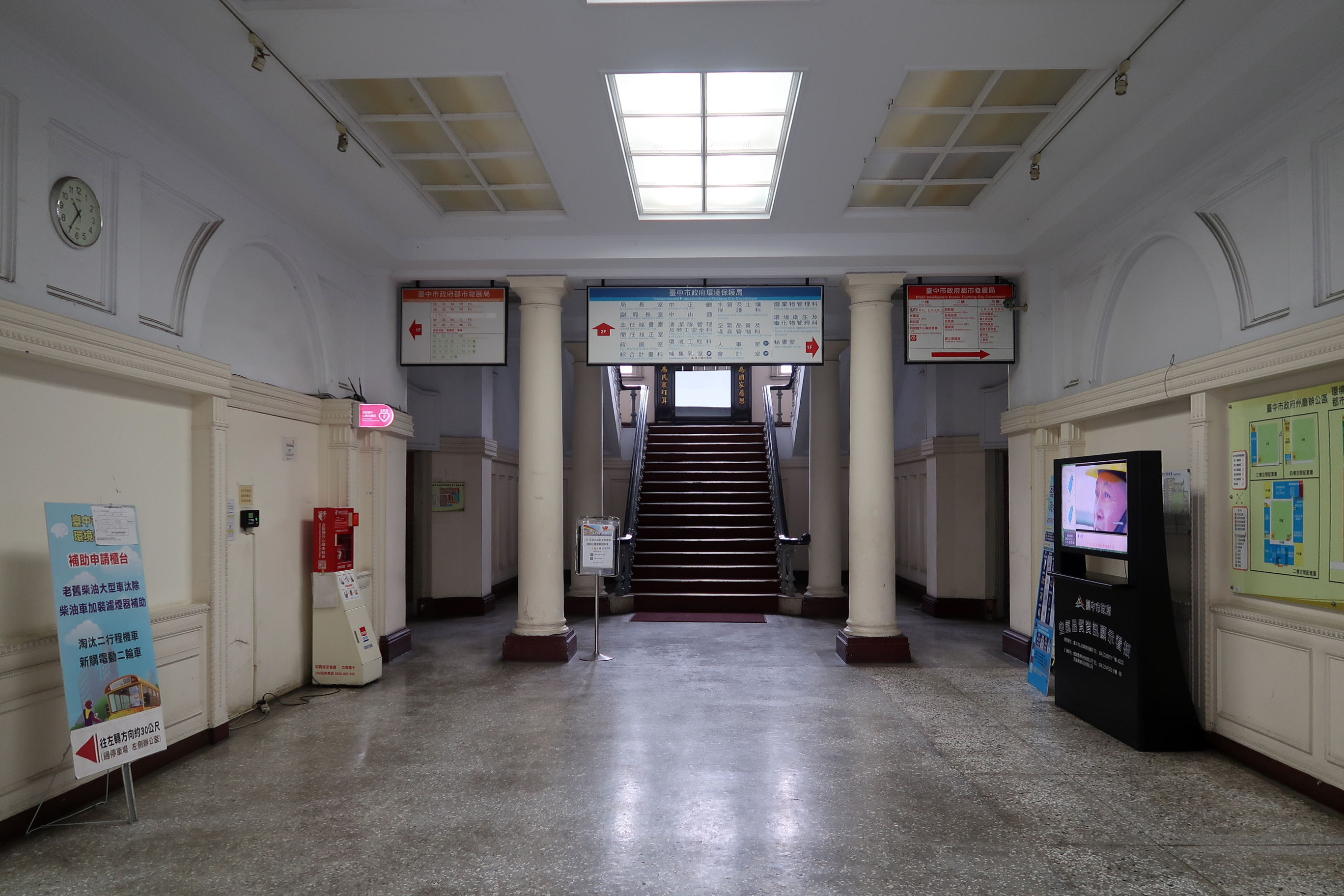
臺中州廳入口樓梯

臺中州廳是位於臺灣臺中市西區的國定古蹟，為臺灣日治時期臺中州的行政中心。其廳舍始建於1913年，共分為五期階段興建至1934年完工，臺灣戰後時期成為舊臺中市政府的辦公廳舍。
2006年11月17日，臺中州廳登錄為臺中市市定古蹟，2019年4月25日文化部公告再將其升格為國定古蹟。由於該建築最初是日治時期的臺中州廳（「州廳」等同於中文的「州政府」）使用，因而沿用成為對其之稱呼。

## 歷史
台灣清治末期，清廷在臺中州廳現址興建「元誠考堂」，乃臺灣省城建築群之一。

### 日治時期
進入日治時期後，因台灣總督府在台中實施「市區改正」，成為臺中州廳、台中知事官邸以及大屯郡役所等官署建地而在1912年陸續拆除（今僅存元考堂西側的儒考棚）。臺中州廳廳舍由森山松之助設計，第一期為主棟的中央與南北兩翼（1913年2月－1914年7月）、第二期為完成主棟北翼及後方附屬廳舍（1914年－1915年7月）、第三期為完成主棟南翼及其附屬廳舍（1917年－1918年）、第四期為拆遷考棚建南側附屬廳舍與州署次級機構（1923年－1924年）、第五期為擴建與增建部分廳舍（1933年－1934年），經歷五次擴建（今民權路、市府路、市府路41巷─民生路38巷、民生路、民生路56巷─三民路一段192巷與三民路所圍成的區域，含臺中知事官邸），於1938年完成現行規模。

### 戰後時期

#### 縣市政府廳舍時期
1945年中華民國接管臺灣後，此建築成為舊臺中市政府所在地，戰後初期臺中縣政府曾短暫在此合署辦公，1946年臺中縣政府借用員林國小校舍（今員林國宅）辦公而遷到臺中縣員林區員林鎮（今彰化縣員林市）後，臺中州廳全為臺中市政府辦公廳舍。
2000年，臺中州廳獲選為臺中市歷史建築十景之一、以及臺灣歷史建築百景的第75名。

#### 再利用規劃
2010年5月，胡志強市府開始規劃臺中州廳都市更新案。同年12月25日臺中縣市合併升格為直轄市後的臺中市政府改以七期重劃區的臺灣大道市政大樓為主要辦公廳舍，僅留臺中市政府都市發展局和環境保護局在此辦公。2014年5月，州廳更新案以打造成古蹟旅館的方向展開招商。
2016年7月，林佳龍市府取消胡志強市府規劃，改與文化部合作將台中州廳規劃為城市博物館。2017年4月，臺中市政府提出台中州廳、大屯郡役所、台中州廳附屬建築群及舊市議會與周遭空間展開修繕與景觀改造「台中文化城中城歷史空間再造」計畫5.8億元（市府自編4.7億元，其中包括台中州廰及舊市議會所構成的區域）。2018年10月，與文化部簽署台中州廳園區合作意向書，未來臺中州廰修復後，連同舊市議會與周邊區域由國立台灣美術館接管成立「國立台灣美術館臺中州廳園區」。2019年7月都發局配合古蹟修復將調整至非古蹟的廳舍辦公，9月開啟修復工程，預計2022年完工。
2020年2月，盧秀燕市府取消林佳龍市府與文化部的規劃，計畫未來州廳將繼續由三局處作為辦公處。而原本計畫都發局與環保局在2020年3月前搬遷至鄰近市政府大樓的臺中市政府警察局文心路廳舍（市警局遷至潭子新大樓），延至同年7月才完成搬遷。
有關台中州廳的未來利用，2020年起台中在地組織「好民文化行動協會」曾舉辦多場公民審議的活動公開徵詢地方意見。其中，在多個民間團體推動下，設立「國立台灣哲學館」的倡議已獲得台大、中研院、政大、清大、東海、陽明等多位教授學者的公開支持。2021年並與中央書局、哲學星期五合辦「台灣文化協會100周年＆台灣哲學館倡議」等相關活動 。

## 建築設計
臺中州廳為西方古典樣式建築，由日本籍建築師森山松之助設計，整體設計為仿法國馬薩風格，入口則設有「車寄」，中央有塔式突出建築。這也是日治時期官署建築的重要特徵。，其建築物主體為L型平面二層建築，中央有塔式突出建築，正立面左右的角樓用以完整銜接兩翼建築，並伸展辦公室。
其一樓入口玄關有多立克柱式柱子，二樓則採愛奧尼克柱，其退縮的陽台設計則增強立面的陰影效果。屋頂則以鋪紋石板瓦及銅片瓦成馬薩式屋頂，屋簷則開設具有通風和裝飾功能的老虎窗與牛眼窗，並在內部設有貓道。

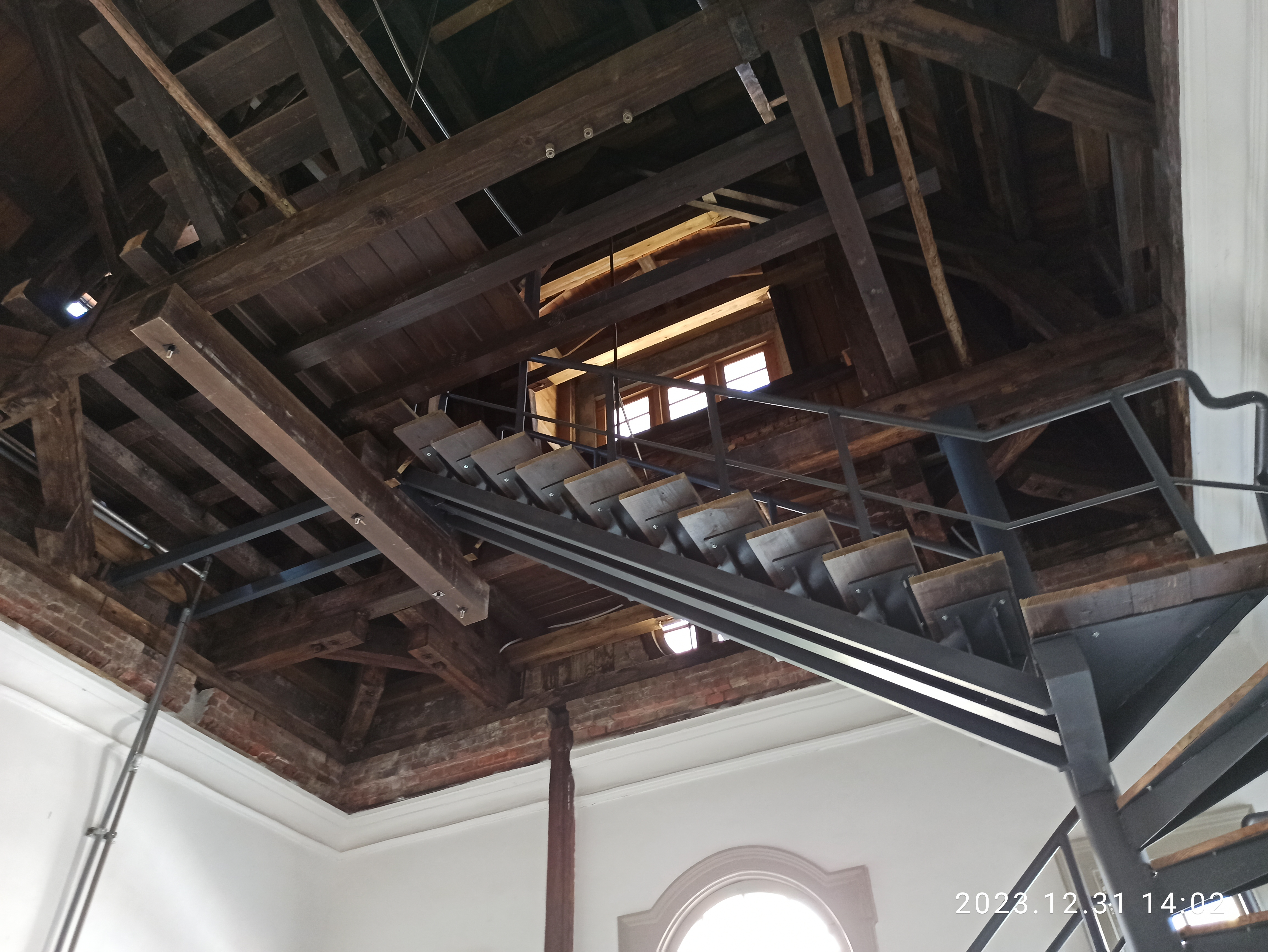
此貓道為臺中州廳第一階段修復後，拆除增建部分所發現，貓道係當時建築工人施工之通道

## 圖片

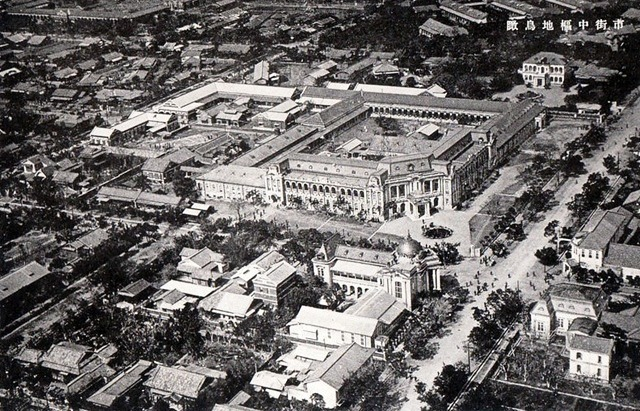
臺中州廳及臺中市役所
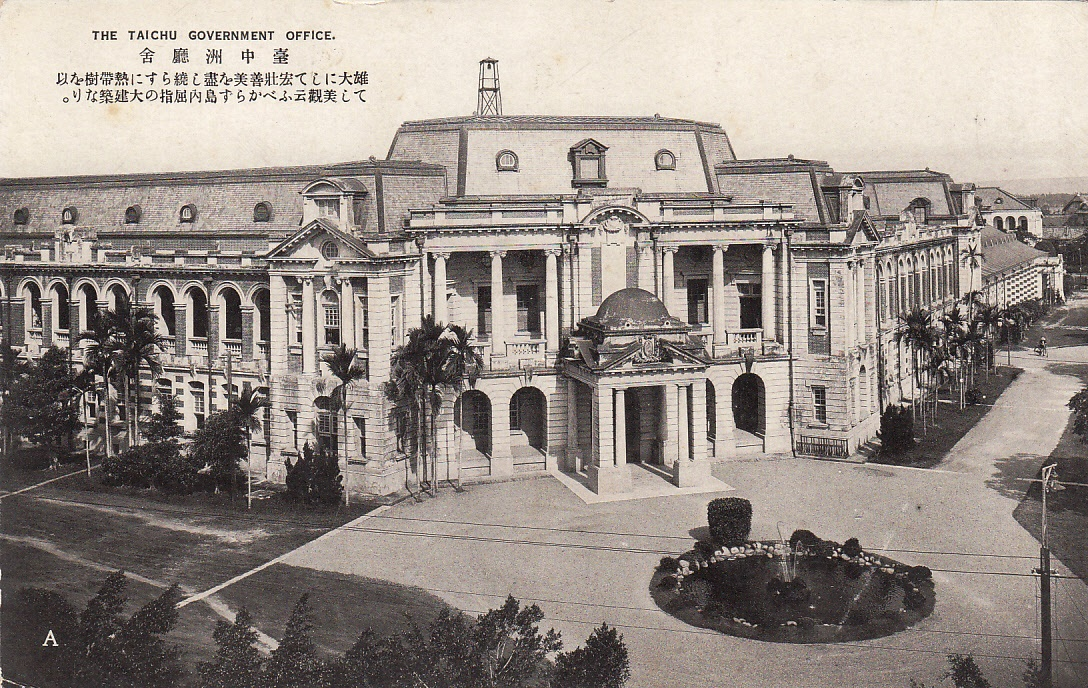
日治時期的臺中州廳
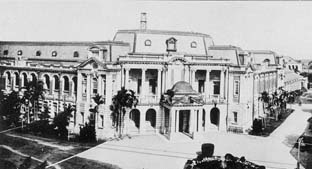
1932年以前的台中州廳
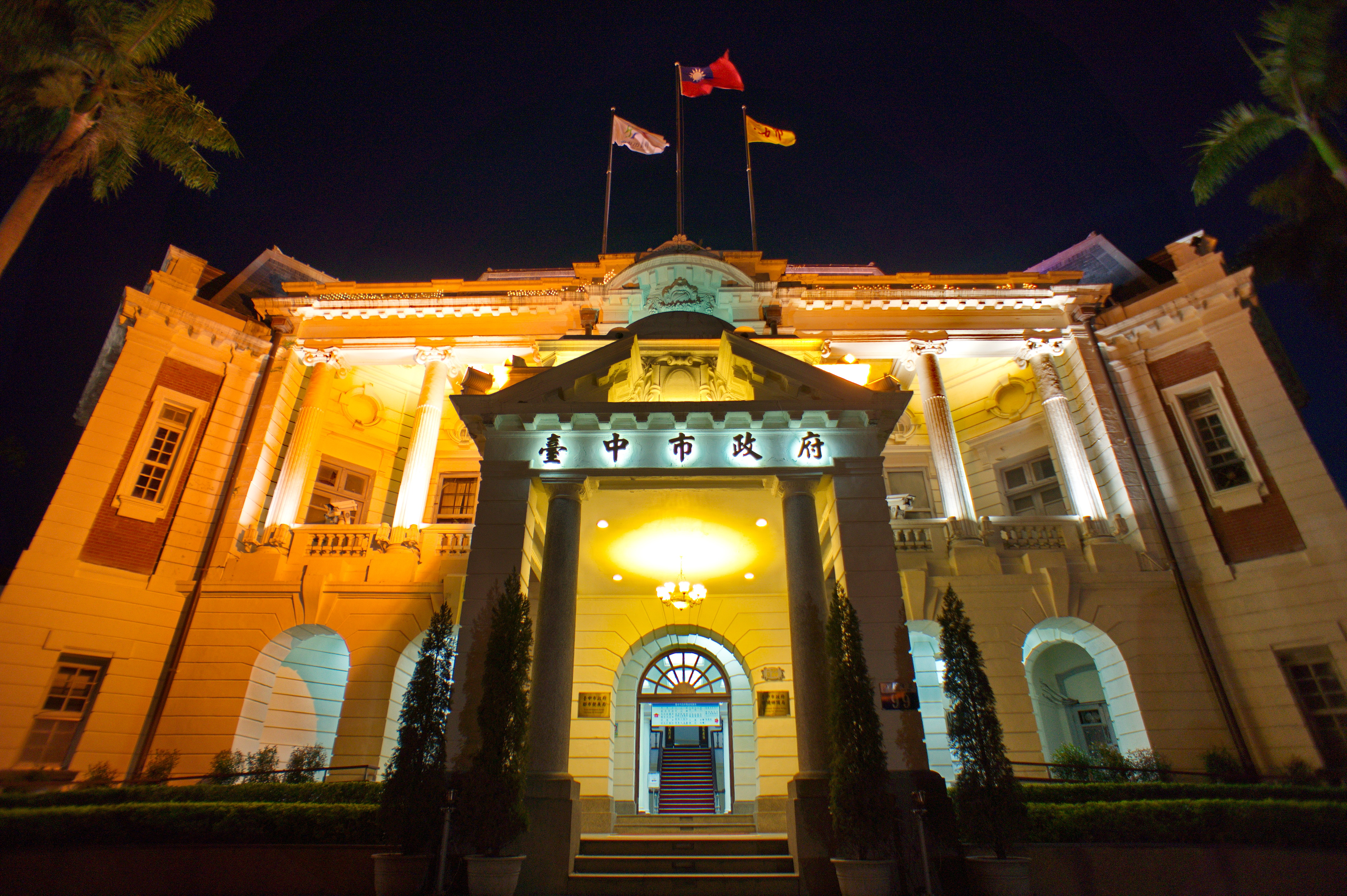
臺中州廳正門
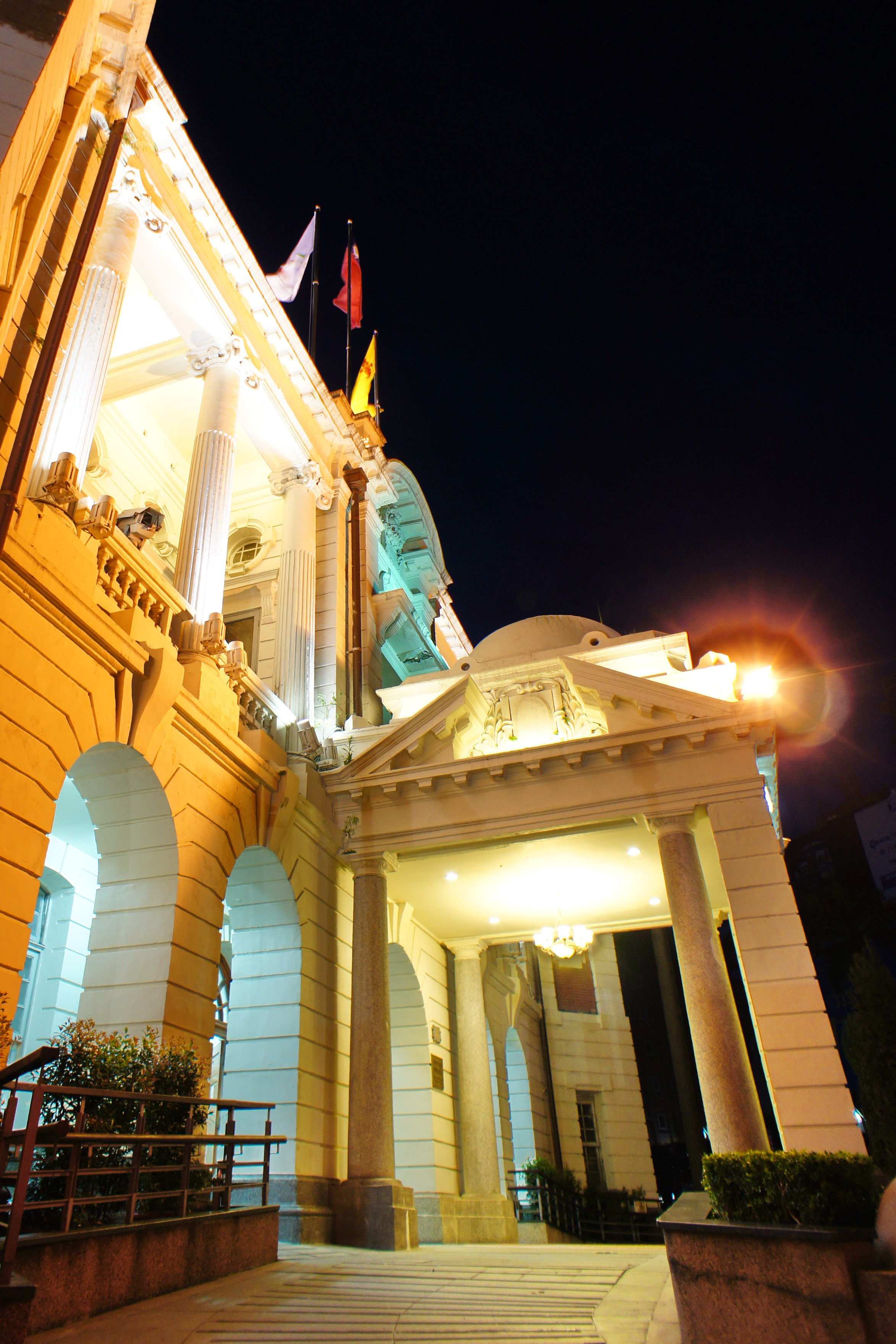
臺中州廳正門左側
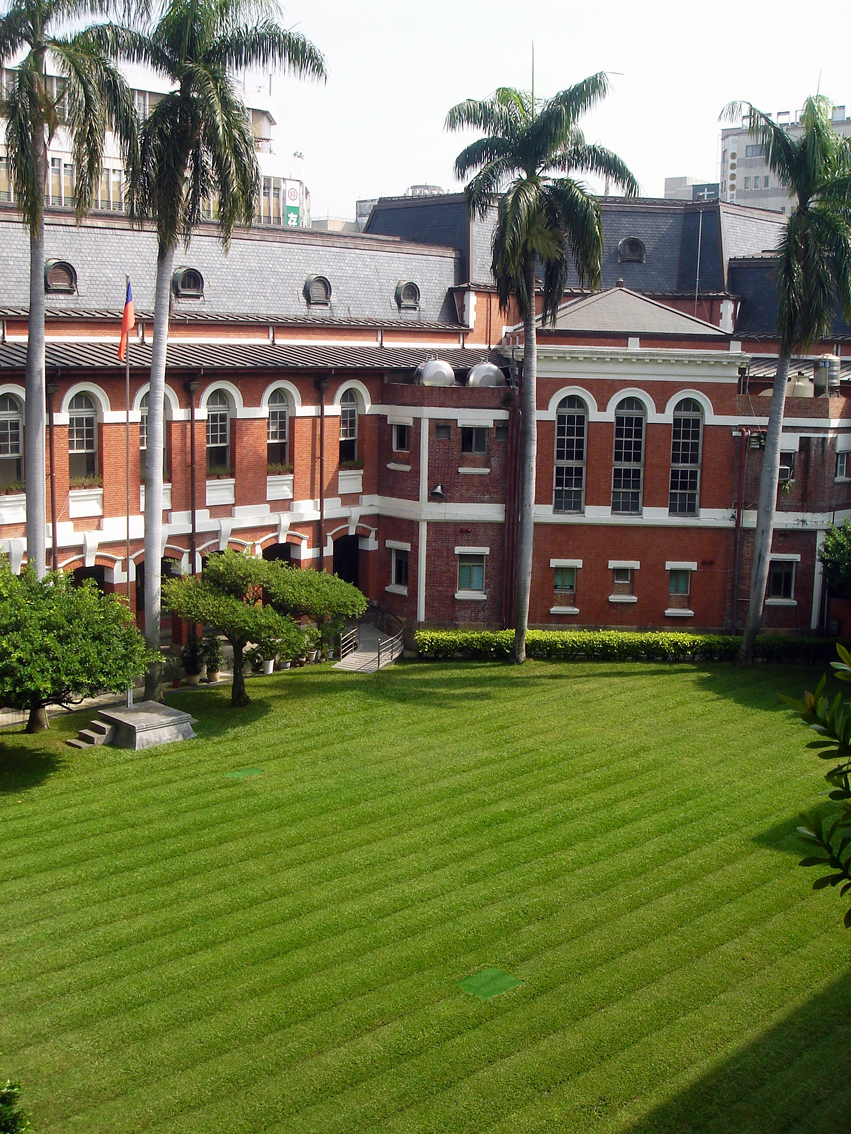
台中州廳中庭
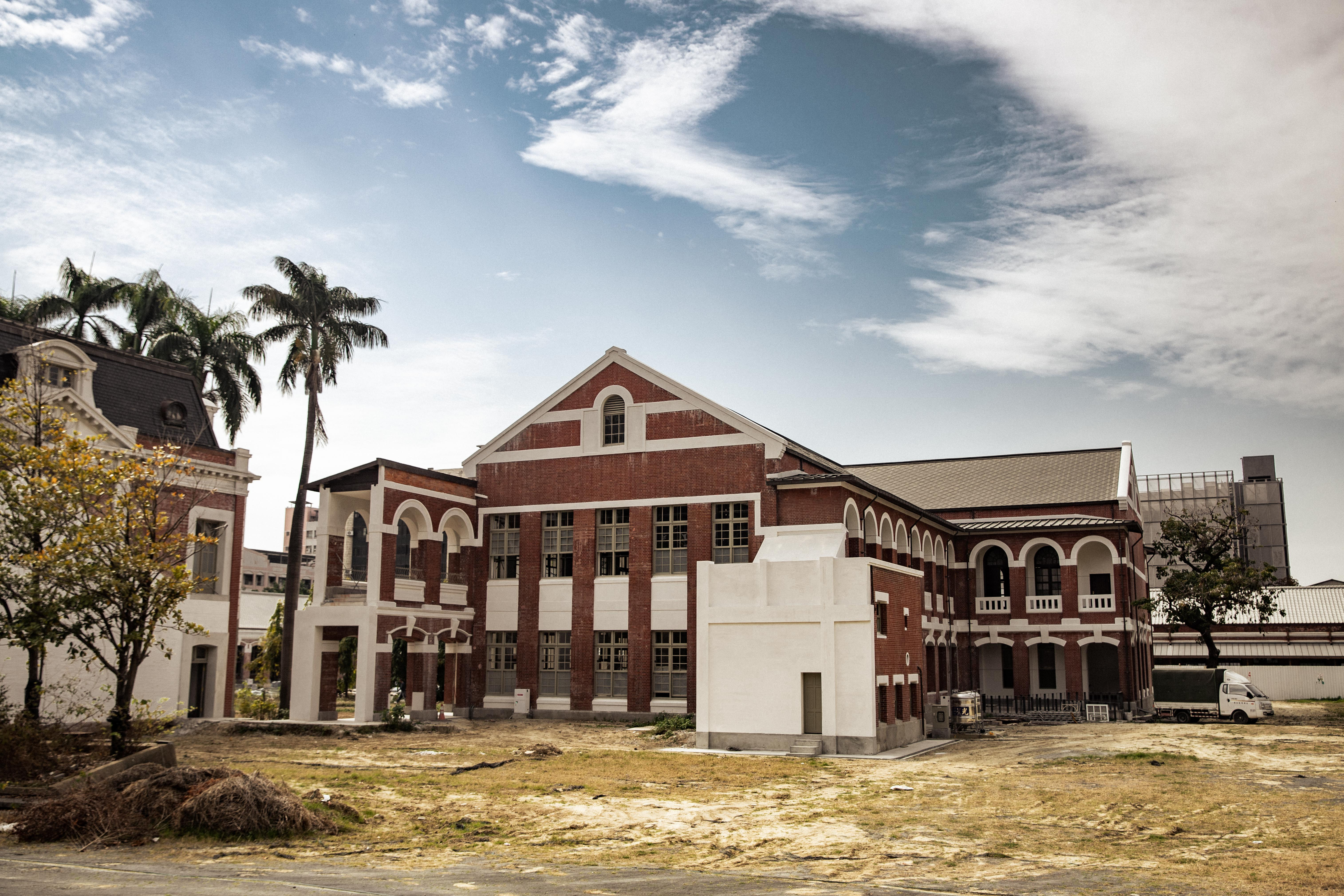
臺中州廳後側會議廳棟
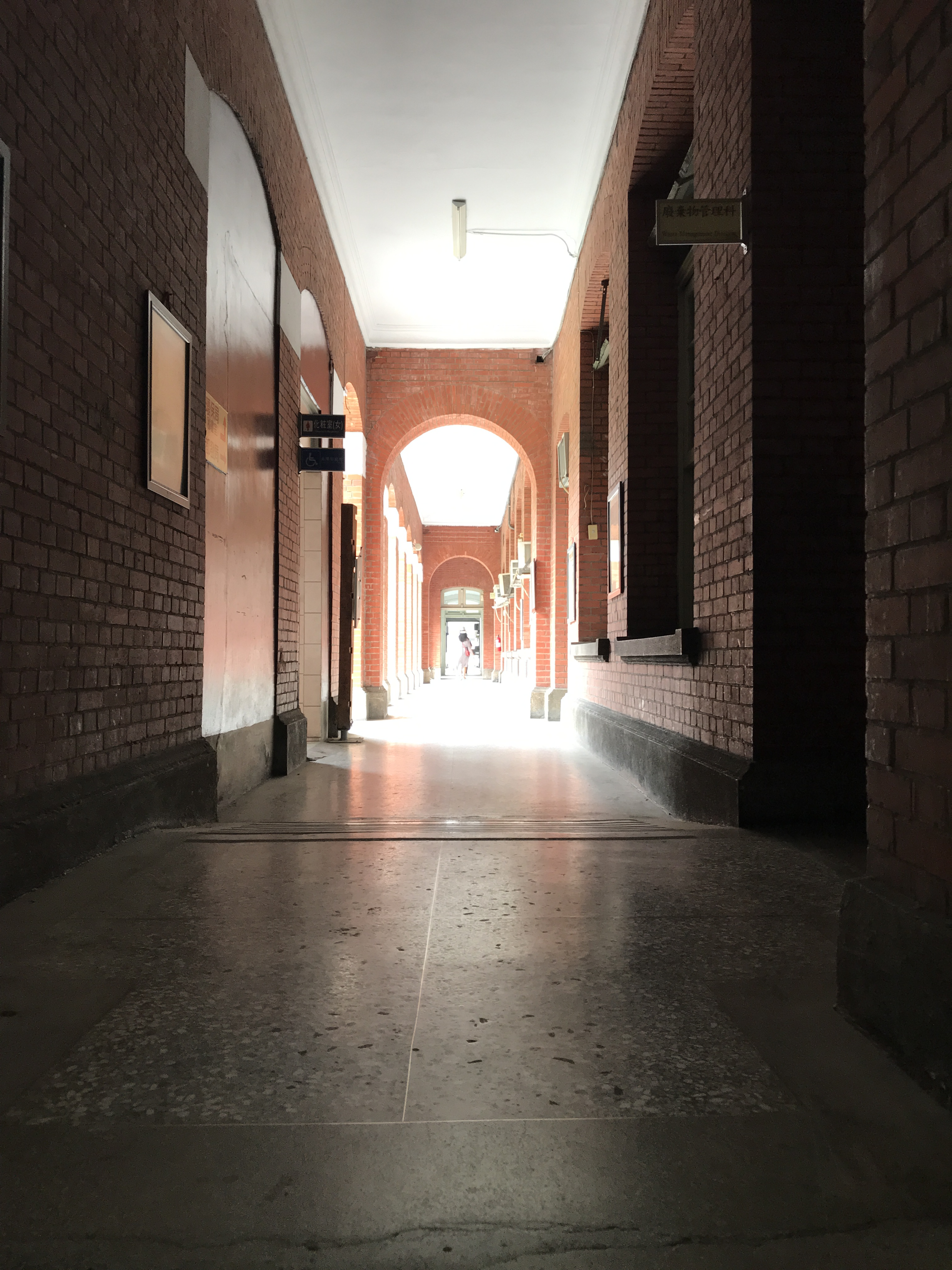
台中州廳戶外走廊
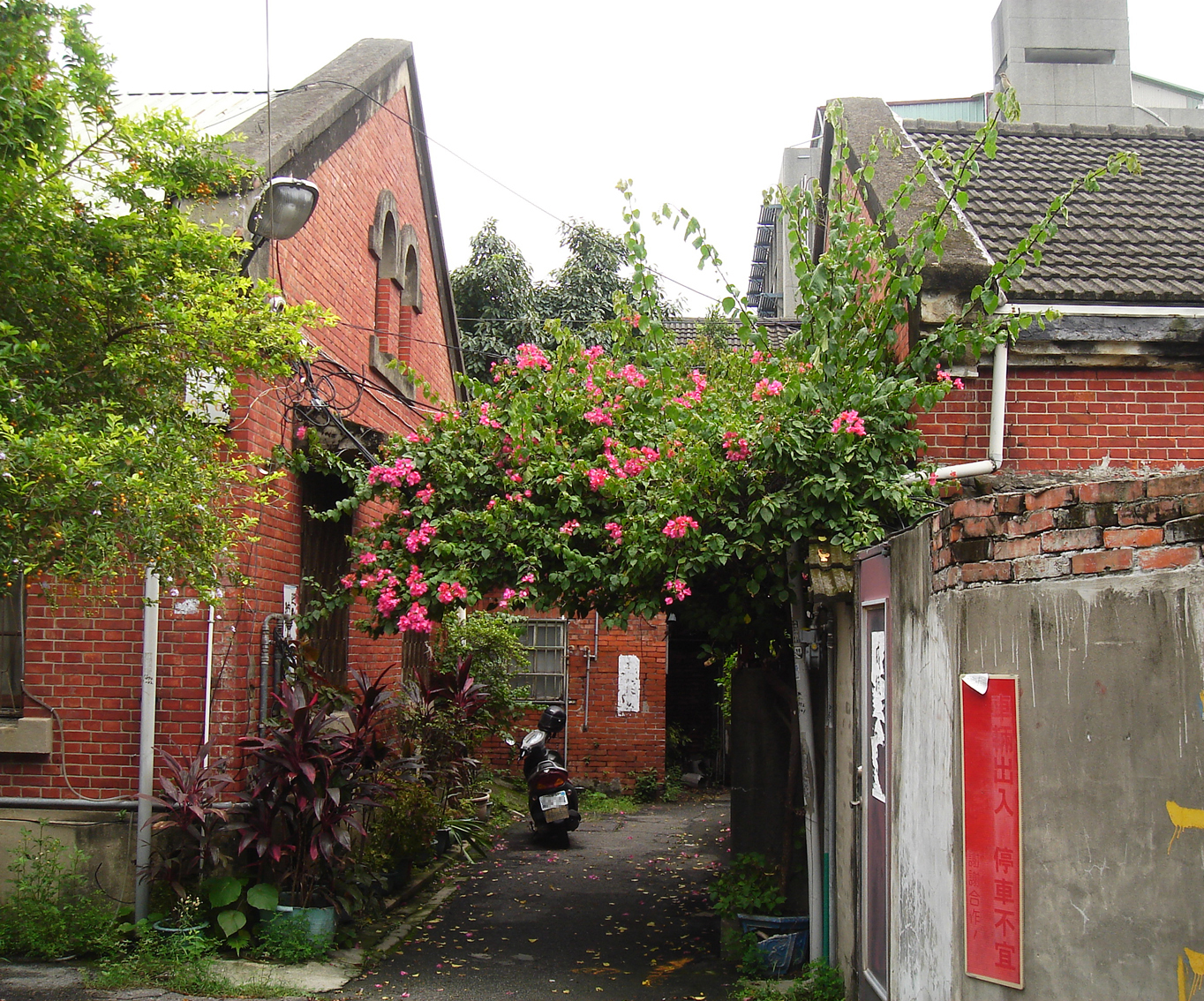
台中州廳附屬建築群（歷史建築）
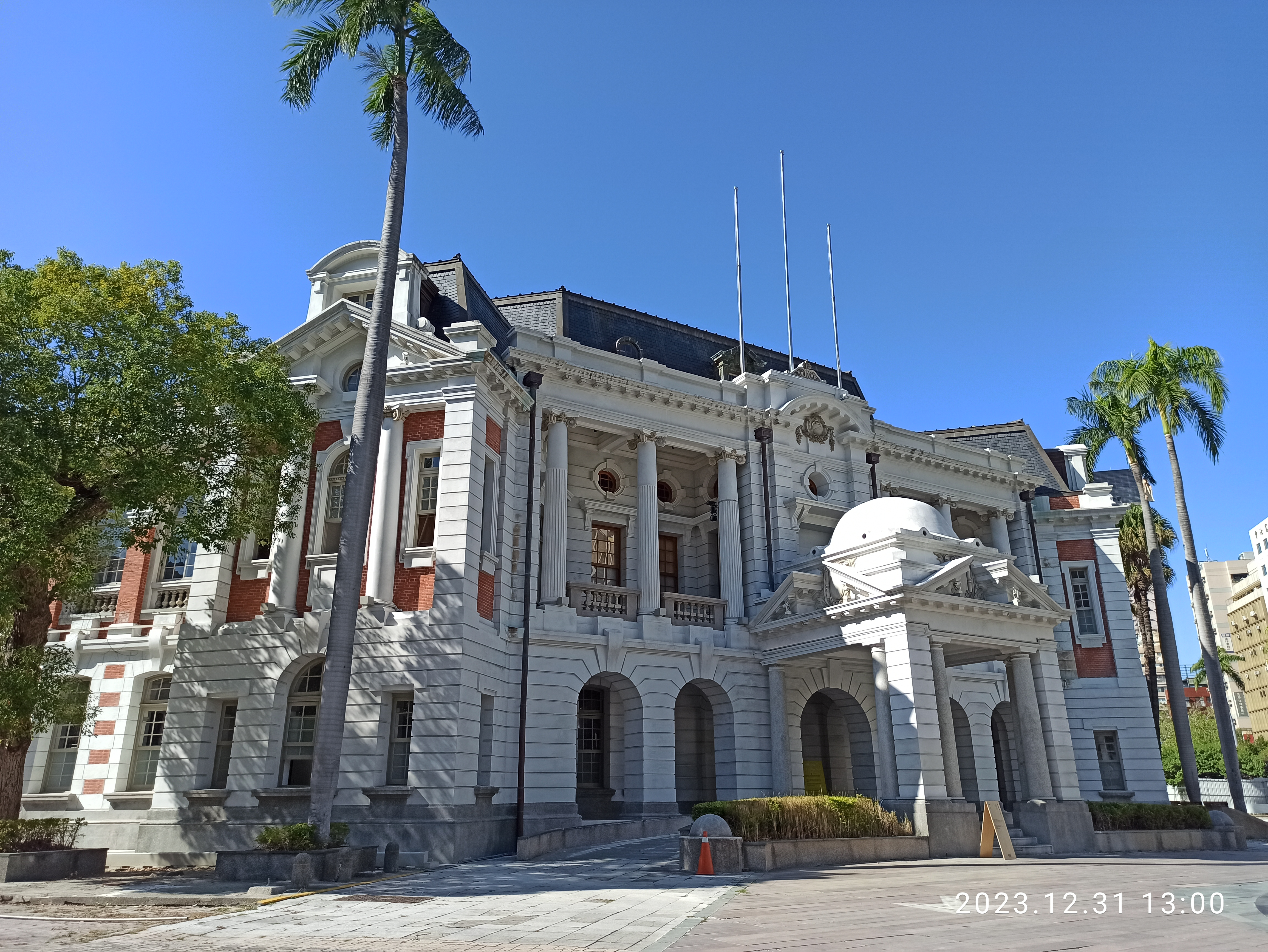
第一階段修復後之臺中州廳主棟正面
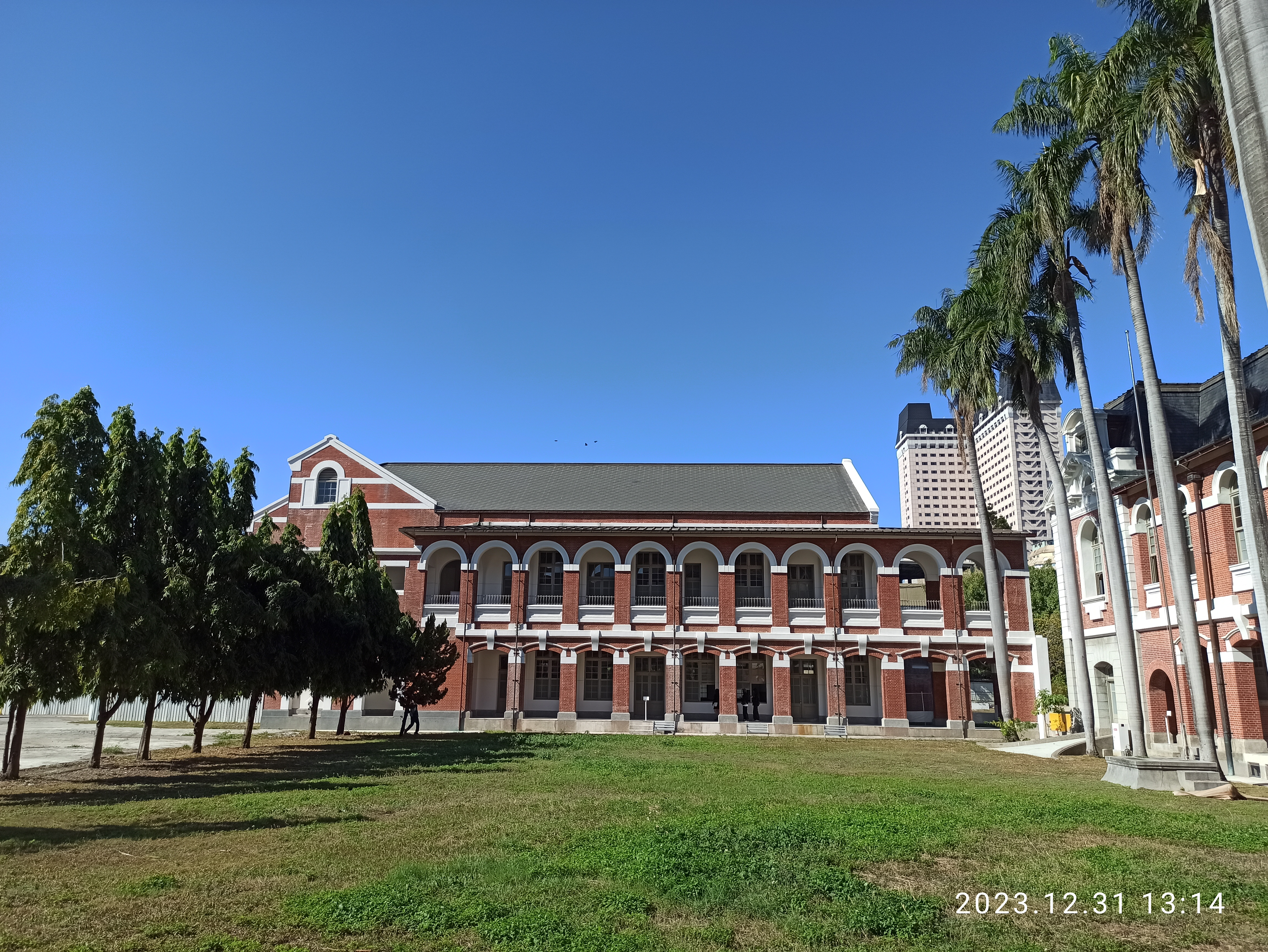
第一階段修復後之中庭與後側會議廳棟
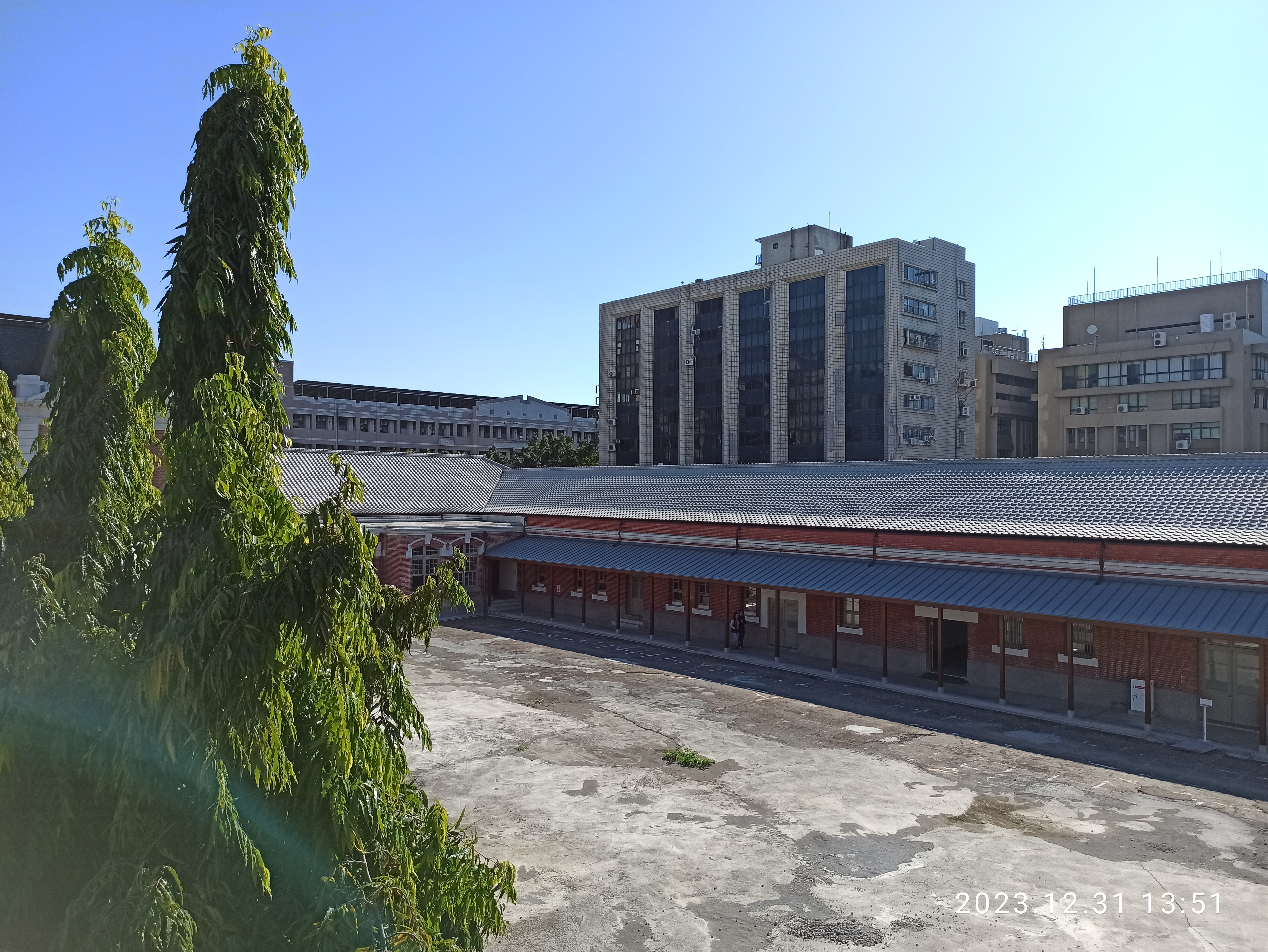
修復後之後側會議廳棟望向南側附屬建築（澡堂等設施）

## 交通
火車
- 台鐵台中車站：步行10分鐘

臺中市公車
臺中州廳站（往自由路方向）
- 台中客運：6、14(含14副、14延)、41、101、107、108、132、142、163、323區、500
- 全航客運：5
- 仁友客運：30、32
- 中鹿客運：21(含21延1、21延2)、40、45(含45區、45延、45延1)、525
- 聯營：500

臺中州廳站（雙向）
- 中台灣客運：1、25、37、701
- 台中客運：27、290、323(含323區)、324、325
- 豐原客運：850
- 聯營：11

臺中I-Bike
- 臺中州廳

## 相關連結
- 臺中市文化資產列表
- 臺灣日治時期地方政府廳舍建築

同時期興建的現存五州三廳舍
- 台北州廳
- 新竹州廳
- 臺南州廳
- 澎湖廳舍

## 外部連結
- 文化部文化資產局－臺中州廳 （页面存档备份，存于）
- 文化部文化資產局－臺中州廳附屬建築群 （页面存档备份，存于）